# Аффинная дифференциальная геометрия
Аффинная дифференциальная геометрия — тип дифференциальной геометрии, в котором дифференциальные инварианты инвариантны относительно сохраняющих объем аффинных преобразований. Название аффинная дифференциальная геометрия следует из эрлангенской программы Феликса Клейна. Основное различие между аффинной и Римановой дифференциальными геометриями состоит в том, что в аффинном случае мы вводим форму объёма над многообразием вместо метрики.

## Предварительное исследование
Здесь мы рассматриваем простейший случай, то есть многообразия коразмерности один. Пусть M ⊂ Rn+1 будет n-мерным многообразием, и пусть ξ — векторное поле на Rn+1 трансверсальное к M такое, что TpRn+1 = TpM ⊕ Span(ξ) для всех p ∈ M, где ⊕ обозначает прямую сумму, а Span — линейную оболочку.
Для гладкого многообразия, скажем N, пусть Ψ(N) обозначает модуль гладких векторных полей над N.
Пусть D : Ψ(Rn+1)×Ψ(Rn+1) → Ψ(Rn+1) будет стандартной ковариантной производной на Rn+1 где D(X, Y) = DXY.
Мы можем разложить DXY на компонент, касательный к M, и поперечный компонент — параллельные к ξ. Это дает уравнение Гаусса: DXY = ∇XY + h(X,Y)ξ, где ∇ : Ψ(M)×Ψ(M) → Ψ(M) — индуцированная связность на M и h : Ψ(M)×Ψ(M) → R является билинейной формой. Обратите внимание, что ∇ и h зависят от выбора поперечного векторного поля ξ. Мы рассматриваем только те гиперповерхности, для которых h является невырожденным. Это свойство гиперповерхности M и не зависит от выбора поперечного векторного поля ξ. Если h невырожден, мы говорим, что M невырожден. В случае кривых на плоскости невырожденные кривые — это кривые без перегибов. В случае поверхностей в трехмерном пространстве невырожденные поверхности — это поверхности без параболических точек.
Мы также можем рассматривать производную ξ в некотором касательном направлении, скажем X. Эта величина, DXξ, может быть разложена на составляющую, касательную к M, и поперечную составляющую, параллельную ξ. Это дает уравнение Вейнгартена: DXξ = −SX + τ(X)ξ. Тензор типа-(1,1) S : Ψ(M) → Ψ(M) называется оператором аффинной формы, дифференциальная одноформа τ : Ψ(M) → R называется формой поперечной связности. Опять же, и S, и τ зависят от выбора поперечного векторного поля ξ.

## Первая форма индуцированного объема
Пусть Ω : Ψ(Rn+1)n+1 → R будет формой объёма, определенной на Rn+1. Мы можем индуктировать форму объема на M, заданную через ω : Ψ(M)n → R заданную через ω(X1,...,Xn) := Ω(X1,...,Xn,ξ). Естественное определение: в Евклидовой дифференциальной геометрии, где ξ — Евклидова единичная нормаль, следует что стандартный евклидов объём охватываемый X1,…,Xn всегда равен ω(X1,…,Xn). Отметим, что ω зависит от выбора поперечного векторного поля ξ.

## Вторая форма индуцированного объема
Для касательных векторов X1,…,Xn пусть H := (hi,j) будет n × n матрицей заданной через hi,j := h(Xi,Xj). Мы определяем форму второго объёма на M, задаваемую ν : Ψ(M)n → R, где ν(X1,...,Xn) := |det(H)|1⁄2. Опять же, это естественное определение. Если M = Rn и h евклидово скалярное произведение, то ν(X1,…,Xn) всегда является стандартным евклидовым объемом, охватываемым векторами X1,…,Xn. Поскольку h зависит от выбора поперечного векторного поля ξ, отсюда следует, что ν тоже.

## Два естественных условия
Мы ставим два естественных условия. Во-первых, индуцированная связь ∇ и индуцированная форма объема ω совместимы, то есть ω ≡ 0. Это означает, что ∇Xω = 0 для всех X ∈ Ψ(M). Другими словами, если мы параллельно переносим векторы X1,…,Xn вдоль некоторой кривой в M относительно связи ∇, тогда объем, охватываемый X1,…,Xn по отношению к форме объема ω не изменяется. Прямое вычисление показывает, что ∇Xω = τ(X)ω и поэтому ∇Xω = 0 для всех X ∈ Ψ(M), если и только если, τ ≡ 0, то есть DXξ ∈ Ψ(M) для всех X ∈ Ψ(M). Это означает, что производная ξ, в касательном направлении X относительно D всегда дает, возможно, нулевой касательный вектор к M. Второе условие состоит в том, что две формы объема ω и ν совпадают, то есть ω ≡ ν.

## Вывод
Можно показать, что существует, с точностью до знака, единственный выбор поперечного векторного поля ξ, для которого два условия: ∇ω ≡ 0 и ω ≡ ν удовлетворены. Эти два специальных поперечных векторных поля называются аффинными нормальными векторными полями,
или иногда называемые нормальными полями Бляшке. Из его зависимости от формы объема для его определения мы видим, что аффинное нормальное векторное поле инвариантно относительно сохраняющих объем аффинных преобразований. Эти преобразования задаются как SL(n+1,R) ⋉ Rn+1, где SL(n+1,R) обозначает специальную линейную группу матриц (n+1) × (n+1) с действительными элементами и определителем 1, а ⋉ обозначает полупрямое произведение. SL(n+1,R) ⋉ Rn+1 образует группу Ли.

## Аффинная нормальная линия
Аффинная нормальная линия в точке p ∈ M — это прямая, проходящая через p и параллельная ξ.

### Плоские кривые

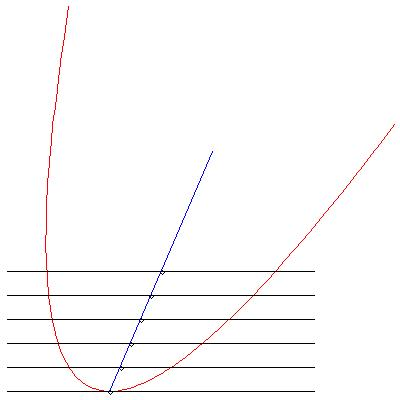
Аффинная нормальная линия для кривой γ(t) = (t + 2t^{2},t^{2}) при t = 0.

Аффинное нормальное векторное поле для кривой на плоскости имеет красивую геометрическую интерпретацию. Пусть I ⊂ R будет открытым интервалом и пусть γ : I → R2 будет гладкой параметризацией плоской кривой. Мы предполагаем, что γ(I) — невырожденная кривая (в значениях Номизу и Сасаки), то есть не имеет точек перегиба. Рассмотрим точку p = γ(t0) на плоской кривой. Поскольку γ(I) не имеет точек перегиба, следует, что γ(t0) не является точкой перегиба, и поэтому кривая будет локально выпуклой, то есть все точки γ(t) с t0 − ε < t < t0 + ε, для достаточно малых ε , будут лежать на той же стороне касательной к γ(I) в γ(t0).
Пусть γ(t0) — касательная к γ(I) и пусть ближайшие параллельные прямые на стороне касательной содержат часть кривой P := {γ(t) ∈ R2 : t0 − ε < t < t0 + ε}. Для параллельных прямых, достаточно близких к касательной, они будут пересекать P ровно в двух точках. На каждой параллельной прямой мы отмечаем середину отрезка, соединяющего эти две точки пересечения. Для каждой параллельной прямой получаем середину, и таким образом геометрическое место точек средних точек очерчивает кривую, начинающуюся в p. Предельная касательная к геометрическому пространству средних точек по мере приближения к p — это аффинная нормальная линия, то есть прямая, содержащая вектор аффинной нормали к γ(I) в точке γ(t0). Обратите внимание, что это аффинная инвариантная конструкция, поскольку параллелизм и середины инвариантны относительно аффинных преобразований.
Рассмотрим параболу, заданную параметризацией γ(t) = (t + 2t2,t2). У этого есть уравнение x2 + 4y2 − 4xy − y = 0. Касательная в точке γ(0) имеет уравнение y = 0, и таким образом параллельные прямые заданы y = k для достаточно малых k ≥ 0. Линия y = k пересекает кривую в точке x = 2k ± √k. Расположение средних точек задается выражением {(2k,k) : k ≥ 0}. Это образует отрезок прямой, и поэтому предельная касательная к этому отрезку прямой, когда мы стремимся к γ(0), — это как раз линия, содержащая этот отрезок, то есть прямая x = 2y. В этом случае аффинная нормальная линия к кривой в точке γ(0) имеет уравнение x = 2y. Фактически, прямое вычисление показывает, что аффинный вектор нормали в точке γ(0), а именно ξ(0), задается формулой ξ(0) = 21⁄3·(2,1). На рисунке красная кривая — это кривая γ, черные линии — это касательная линия и некоторые соседние касательные линии, черные точки — это середины отображаемых линий, а синяя линия — это геометрическое место средних точек.

### Поверхности в трёхмерном пространстве
Похожий аналог существует для нахождения аффинной нормальной прямой в эллиптических точках гладких поверхностей в трёхмерном пространстве. На этот раз берутся плоскости, параллельные касательной. Это, для плоскостей достаточно близких к касательной плоскости, пересекает поверхность чтобы образовать выпуклые плоские кривые. Каждая выпуклая плоская кривая имеет центр масс. Геометрическое место центров масс очерчивают кривую в трёхмерном пространстве. Предельная касательная к этому геометрическому множеству, когда геометрическое место центров масс стремится к исходной точке поверхности, является аффинной нормальной линией, то есть линией, содержащей вектор аффинной нормали.